# Stefan Gamlin
Stefan Gamlin (30 ottobre 1970) è un ex giocatore di football americano tedesco che ha giocato come defensive lineman.